# Cappella di Simone di Cirene
La Cappella di Simone di Cirene è un luogo di culto cattolico appartenente all'ordine dei francescani, situato lungo la Via Dolorosa nella Città Vecchia di Gerusalemme. Rappresenta la quinta stazione della Via Crucis. Fu costruita nel 1895.

## L'episodio biblico
Dopo essere stato condannato, Gesù fu flagellato e gli fu imposta la croce. Secondo i tre vangeli sinottici, durante il cammino verso il Golgota, le guardie romane obbligarono un tale, Simone di Cirene, ad aiutare Gesù a portare la croce. Il Vangelo di Giovanni è l'unico a non citare l'episodio.
Secondo la tradizione, la cappella sorge nei pressi del luogo in cui Simone venne in soccorso di Gesù.

## Architettura

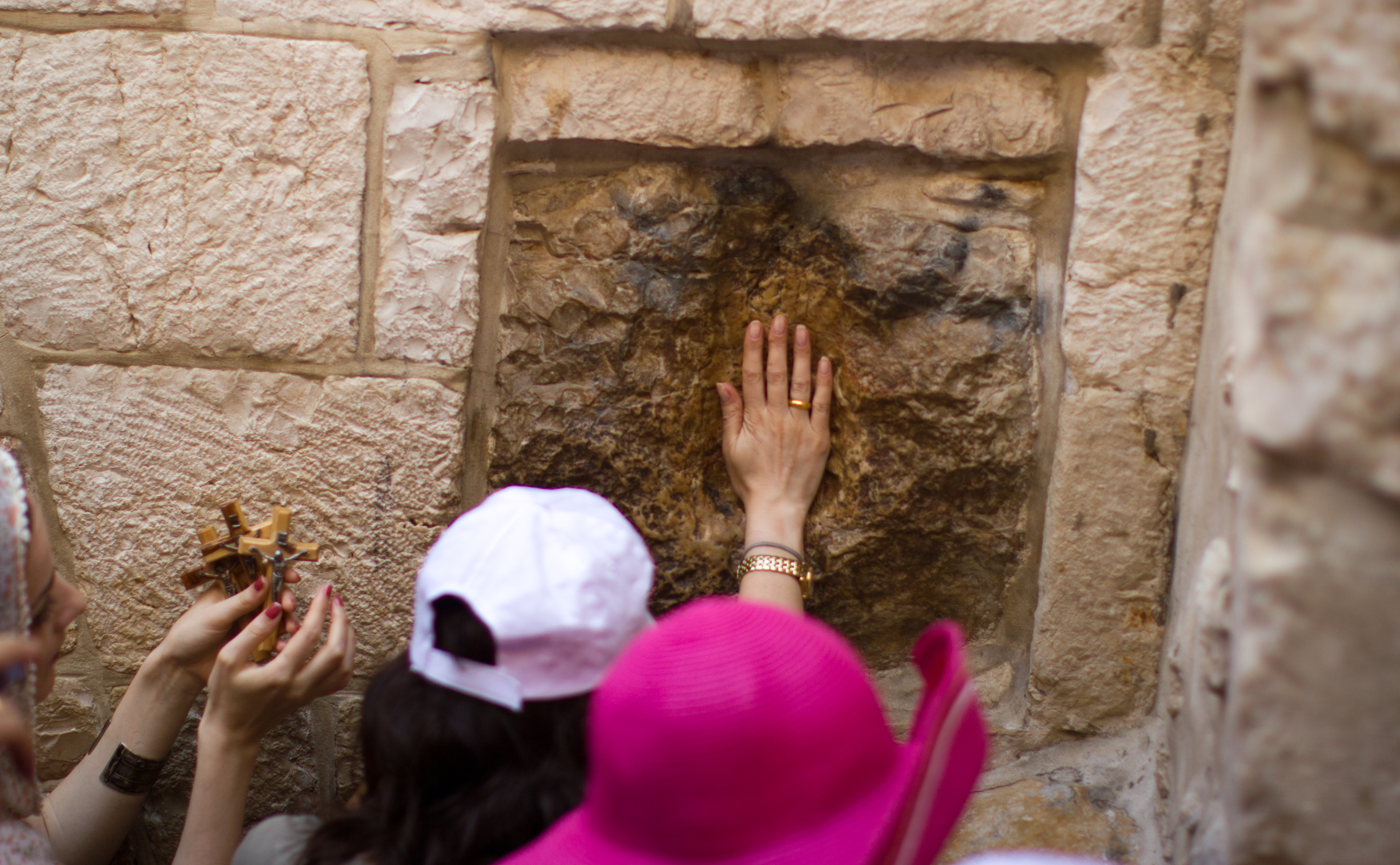
La nicchia dove Gesù, secondo la tradizione, appoggiò la propria mano.

La cappella, all'interno, è piuttosto spoglia. Mura e soffitto a volta sono in pietra nuda, mentre il pavimento è di marmo lastricato.
Un'iscrizione, posta in uno degli architravi della cappella, riporta il versetto del vangelo di Luca riguardante Simone.
A lato della porta principale c'è una piccola nicchia che, secondo la tradizione, rappresenta il punto dove Gesù appoggiò la mano per rimanere in equilibrio mentre Simone lo aiutava.

## Controversie
L'identificazione di questo luogo è basata sulla convinzione che il pavimento lastricato (lithostratos) ubicato sotto il vicino convento delle sorelle di Sion fosse il luogo biblico dove Ponzio Pilato condannò Gesù. Scoperte archeologiche hanno dimostrato che quel pavimento risale più probabilmente al foro romano del II secolo, fatto costruire dall'imperatore Adriano come parte di Aelia Capitolina.
Filone di Alessandria e Flavio Giuseppe riportano che i governatori romani alloggiavano nel palazzo di Erode il Grande durante il loro soggiorno a Gerusalemme. L'amministrazione della giustizia avveniva nel selciato antistante al palazzo di Erode, vicino alla torre di Davide, dall'altra parte della città vecchia rispetto alla Cappella di Simone di Cirene e sembra quindi improbabile che Gesù sia passato per questo luogo nel proprio cammino verso il Golgota.